# Хокуто (Хоккайдо)

41°49′27″ пн. ш. 140°39′11″ сх. д. / 41.82417° пн. ш. 140.65306° сх. д.
Хокуто́ (яп. 北斗市, ほくとし, МФА: [hoku̥to ɕi̥]) — місто в Японії, в окрузі Осіма префектури Хоккайдо.

## Короткі відомості
Розташоване на південному заході префектури, на півострові Осіма. Центр цементної промисловості. Перше місце на Хоккайдо, де почали систематично вирощувати рис (1685). На території міста діє католицький монастир траппістів. 2006 року поглинуло сусідні містечка Каміїсо та Оно. Станом на 1 жовтня 2008 року площа міста становила 397,30 км². Станом на 31 березня 2017 населення міста становило 47 042 осіб.